# Hispasat 30W-6
Hispasat 30W-6 tidigare Hispasat 1F är en spansk kommunikationssatellit som ägdes av Hispasat. Den sköts upp från Cape Canaveral Air Force Station med en Falcon 9-raket den 6 mars 2018. Den tillhandahåller service för tv, bredband, företagsnätverk och andra telekomapplikationer. Den ersatte Hispasat 1D vid 30° V-longitud.
Satelliten bar även en teknikdemonstrationssatellit kallad Payload Orbital Delivery System Satellite (PODSat), den separerade från satelliten innan den uppnådde sin geostationära omloppsbana.